# Serie rosa
Es una serie televisiva francesa que consta de veintiséis episodios de 28 minutos cada uno. Su título original es Série rose y fue emitida por el canal FR3 a partir del 8 de noviembre de 1986.
También ha sido transmitida en otros canales de Europa, Iberoamérica y Estados Unidos, conociéndose como : Erotisches zur Nacht y Softly from Paris (USA).

## Sinopsis
Esta serie erótica es una antología de historias libertinas adaptadas de obras literarias desde el siglo XVIII a nuestros días.

## Productor
- Pierre Grimblat
- Gerson Barraza
- Cynthia Valdivia

## Directores
- Harry Kümel (5 episodios, 1986-1990)
- Michel Boisrond (4 episodios, 1986-1991)
- Walerian Borowczyk (4 episodios, 1986-1991)
- Alain Schwartzstein (3 episodios, 1990)
- Jaime Chávarri (2 episodios, 1990-1991)

## Guionistas
- Nicolas Restif de La Bretonne(2 episodios, 1986-1990)
- Patrick Pesnot (2 episodios, 1986 )

## Música Original de
- François Carteau (1 episode, 1986)
- Serge Franklin (1 episode, 1986)
- Bruno Coulais (1 episode, 1989

## Actores
- Erik Burke
- Manolo Rochel
- Marianne Assouline (Lucrèce)
- Laura Bayonas
- Nadine Spinoza
- Catherine Leprince
- Anne Fontaine (Mme Orlova)
- Maria Laborit
- Diane Niederman
- Isabelle Petit-Jacques
- Penélope Cruz
- Lucienne Bruinooge (Marietta)
- Mieke Uitterlinden (la cuisinière)
- Juan Carlos Alvarado
- Thierry Bearzatto (Fabrice)
- Laura Bayonas (Lady Roxana)
- Nadine Spinoza
- Danièle Denie (Jeanne)
- Francis Lorenzo

## Episodios
- Episodio 1 : Augustine de Villebranche

Augustine de Villebranche es una joven de gran belleza, conocida por sentir atracción por las personas de su mismo sexo. Fabricio, locamente enamorado de ella, no se da por vencido y, por medio de una artimaña de su amigo Charles, buscará doblegar las resistencias de la joven. Invitado a un baile de máscaras, al que Augustine asistirá vestida de hombre, Fabricio decide disfrazarse de mujer. Detrás de su traje, que subraya la finura de sus rasgos, él está dispuesto a seducirla... 
- Episodio 2 : La Azotaina

Mariette, una hermosa tejedora, se deja cortejar por Luke. Tras ser castigada severamente por su prima con varios azotes en frente de todos, ella  decide vengarse. Para hacerlo, empuja al mismo Luke a seducir a su prima. Así cada vez que Luke está a punto de hacerle el amor, Mariette inventa una buena razón para interrumpirles. Al aumentar su frustración, Mariette ofrece ayudarles y organiza una cita en el granero. Entonces, avisará al marido.
- Episodio 3 : La Libertina de calidad

Sonstiges, un hombre, dotado de una potencia viril asombrosa, escoge ponerla al servicio de sus necesidades financieras. Bien pagado, supera todos sus ascos, haciendo su tribunal a las esposas de los hombres más ricos y obtiene cerca de una de ellas un tipo de oficina para la obtención de favores de Estado. La señora de Saint-Just, patrona de una casa de trato de alto vuelo, facilita las relaciones de este joven aristócrata sin dinero y de moralidad dudosa con damas sobre la vuelta pero siempre prestas a amonedar algunos instantes de amor. Su institutriz, guapa mûlatresse travieso, concurre al buen éxito de estas prácticas.
- Episodio 4 : El Alumno.

Sr. Desgrands, burgués fácil, a menudo cambia de mujer de habitación. La novel Suzon, es muy apetecible. Y punto feroz. Al otro lado de la pared, por un hoyo hábilmente cavado, Juan, el sobrino no pierde una migaja del espectáculo: Suzon da a ver, y un poco a tocar. Desgrands, para seducir a la joven le promete el sobrino en matrimonio, si consiente a consagrársele primero.
- Episodio 5 : La veranda

Un hombre afortunado está a punto de tener un momento de intimidad con su mujer. De repente, la pareja oye un ruido extraño... 
- Episodio 6 : Una quinta en el campo

Pavel Smirnov, joven fotógrafo, decide ir de vacaciones en el campo y alquila una habitación en la quinta de una viuda. Llegado en el mismo lugar, comprueba que Sofía Orlova, su posadera, no es la vieja dama a la que imaginaba pero una joven mujer extremadamente deseable. Seducido por su encanto y su belleza, se enamora de eso. Pero Sofía ignora los adelantos del joven hombre...
- Episodio 7 : El Semi-Matrimonio.

El Conde de ... confía a su amigo Marqués de su intención de casarse, pero a "medias" solamente. El Marqués le es de su opinión y le cuenta a su amigo su manera de vivir en buena inteligencia con su mujer. Ellos ambos viven separados, pero amigos buenos, el marqués que pide a su mujer de las noticias de sus amantes, ésta demuestran las mismas marcas(señales) de atención con respecto al Marqués. ¿ No el mejor modo de no rendir el que asfixia los lazos del matrimonio?
- Episodio 8 : El Compañero inesperado.

Al fin de la Edad Media, Nicolás y Absalon, dos jóvenes pasantes, son contratados en casa de un notario cuya mujer, Diane, es una criatura soberbia. También deslumbrados por la guapa, deciden concurrir para seducirla. Lo que no saben, es que su viejo dueño es un mirón que recalienta sus sentidos adormecidos mirando a su mujer estremecerse en los brazos de los jóvenes hombres.
- Episodio 9 : El Desquite

Señor de Garelle se separó de su esposa que le engañaba descaradamente con señor de Chantever. Mientras que se encuentre con su ama, Mariette, ve de nuevo a su exmujer y parece de nuevo conquistado por sus encantos. Para vengarse, se propone reconquistarla.
- Episodio 10 : La Mandrágora.

Un florentino, nombrado Micia Calfucci, está casado con Lucrèce, una mujer joven, hermosa y honrada. Su felicidad sería total si pudieran tener un niño. Pero la naturaleza se oculta. Sr. Calfucci espera en vano. Un joven molido, Callimaque, conoce de Calfucci que le cuenta su infortunio. Callimaque es presentado a la esposa a la que encuentra completamente según su gusto y se propone seducirla. Pero, la guapa resiste...
- Episodio 11 : La Prueba de amor.

En 1854, Vincent Gonzague, heredero del ducado de Mantoue debe casarse con la chica del gran duque y de la gran duquesa de Medicis. Los rumores más locos circulan sobre la virilidad del joven hombre: algunos pretenden que es impotente, ya que no pudo consumir su primer matrimonio.
- Episodio 12 : Ella y él.

Hacia 1760. Valentin quiere a Faustine, y ambos adolescentes son prometidos al matrimonio. Valentin es un macho antes de la hora: el hombre ordena, la mujer obedece; el chico que seduce obedece a su naturaleza, la joven chica que cede su malicia natural. Para devolver a su enamorado una visión más justa de las cosas, Faustine le impone de cambiar sus ropas todo un día: irá vestido en mujer, ella en hombre.
- Episodio 13 : Almanaque de las direcciones de las señoritas de París.

Bajo la revolución francesa, un joven aristócrata encuentra en casa de un librero un almanaque que censa las más bellas y más curiosas prostituidas por París... Aguijoneado por esta lectura, emprende agotador carrera a través de la capital, dónde descubre que el autor del almanaque no inventó nada.
- Episodio 14 : Un tratamiento justificado.

Dueño Juan, vendedor rico y viejo, es proveído de una joven y guapa se casa. Aunque Blanca sea de una fidelidad absoluta, su marido, atormentado por los celos, la enclaustra acusándola de las peores infamias.
- Episodio 15 : La Dama galante.

En el siglo XVI, una tarde en un hostal, tres viajeros discuten. Evocan las cosas del amor y se muestran muy sugestivos, desinteresándose de su imaginación...
- Episodio 16 : Las Lecciones de Bucciuolo.

Bucciuolo acaba de terminarle sus estudios de derecho y petición a su dueño de enseñarle alguna ciencia bella y secreta ignorada por la Universidad. Y el dueño que complace en enseñarle cómo a seducir a una bella desconocida. Pero, la práctica oculta sorpresas y la lección aprovecha al que lo da.
- Episodio 17 : La conversión.

Julieta y Erosie, dos hermosas jóvenes chicas, tiernamente se quieren. Un poco demasiado. Pero el matrimonio reciente de Erosie las separó algunos días. Cuando se encuentran, la joven esposa le cuenta a su amiga horrorizada lo que fueron sus bodas y los episodios libertinos que precedieron. Pero cuanto más prosigue el relato, más la ingenua Julieta duda...
- Episodio 18 : El Loto de oro.

Ximen Qing, mandarín joven y rico, abandona a sus esposas y va a retozar entre las cortesanas. Una de las esposas, embrigadora Loto de oro, cansa de languidecer, se consuela con un pequeño criado.
- Episodio 19 : Experte Halima.

Kamar, extranjero simpático, llega a Bassa. Allí, se prenda de una pasión loca para la joven mujer del viejo Obeid: Halima. Pero ninguno sobrevivió que hubiera podido jactarse de haber obtenido los favores de la bella caprichosa. ¿ Cómo el vigoroso Kamar saldrá de este voluptuoso dilema por la noche?
- Episodio 20 : A la hoja de rosa, casa turca.

Hacia 1880. Señor y señora Beauflanquet van a un hotel que les ha sido recomendado por un amigo. El establecimiento tiene algo singularmente curioso: ¡ diríamos una casa turca! En París, todo aparece depender del más loco exotismo para estos burgueses normandos. Esta joven pareja que se imagina pasar su noche nupcial en un hotel se encuentra de hecho en un lupanar de la peor especie. El dueño de los lugares hace creer que las mujeres que desfilan en el salón son las mujeres de los embajadores de Turquía. Señor y señora Beauflanquet van entonces a participarles pesar de les en una noche de desenfreno... 
- Episodio 21 : La Apuesta de las tres cotillas.

A los baños, tres mujeres debaten caracteres y defectos de sus maridos respectivos. Cada una decide encontrar el medio más ingenioso de engañarlo.
- Episodio 22 : Hércules a los pies de Omphale.

Al principio del siglo XIX, Teófilo, joven colegial provincial, llega a París para pasar algunos días en casa de su tío. Descubre a su prima y su tía, nueva esposa de su tío, encantadoras. El joven hombre es alojado en un antiguo pabellón de amor que se encuentra en el jardín. A la pared, una tapicería representa un sujeto mitológico: Hércules a los pies de Omphale. Esta imagen turba al joven hombre que reconoce en los trazos de Omphale los de su voluptuosa tía y en Hércules, una reproducción perfecta de su tío. Confundido tanto más grande como en el momento de su primera noche pasada allí, Omphale parece descender de la tapicería y venirle.
- Episodio 23 : El Estilo Pompadour.

El rey Luis XV es infatigable cerca de las damas que se suceden en su cama. Se inflama cuando encuentra a Jeanne-Antoinette Poisson, un tesoro de gracia y de seducción.
- Episodio 24 : Lady Roxane.

En Inglaterra, en el siglo XVIII, Lady Roxane es muy hermosa como pobre. Su propietario, Señor Perrault, él regalaría de buena gana su alquiler si se le consagre. Pero la feroz Roxane no quiere prostituirse y resiste... Hará falta toda la ingeniosidad de su criada para que Roxane caiga en los brazos de Señor Perrault, después de una noche de amor y de quid pro quo.
- Episodio 25 : La Huelga del amor.

La mujer de Meton y ama de Euripide es abandonada por ambos hombres, que prefieren guerrear contra Esparta más bien que de pagarle con su ternura. Mientras que la guerra contra Esparta hace furor, los hombres más valientes de la ciudad pasan en lo sucesivo más claro de su tiempo al combate. Es el caso de Meton y Euripide, valerosos soldados quienes se reparten regularmente los honores guerreros. Pero ambos hombres tienen mucho más en común: son en efecto los favoritos de la misma mujer, casada con Meton y, paralelamente, la ama de Euripide. Ésta no soporta más la ausencia exageradamente prolongada de sus dos amantes.
- Episodio 26 : El Signo.

La baronesa de Grangerie se aburre y pasa todo su tiempo de hacer la costura. Su marido no se ocupa apenas de ella. Su vida repentinamente transformó cuando descubre a una mujer al otro lado de la calle, que invita a los hombres que hay que entrar en su casa.